# KELT-20
KELT-20, también conocida como MASCARA-2 o HD 185603, es una estrella de secuencia principal A2 en la constelación del Cisne, a unos 447 años luz de distancia.

## Nomenclatura
KELT-20 es la designación KELT de la estrella. También se le denomina MASCARA-2, lo que significa que es la segunda estrella observada por el programa de búsqueda de exoplanetas MASCARA. Su designación en el Catálogo Henry Draper es HD 185603 y su designación en Hipparcos es HIP 96618.

## Sistema planetario
En 2017 se anunció el descubrimiento del planeta KELT-20b.
| Planeta | Masa     | Semieje mayor (UA) | Periodo orbital (días) | Excentricidad | Inclinación | Radio    |
| ------- | -------- | ------------------ | ---------------------- | ------------- | ----------- | -------- |
| b       | 3.382 MJ | 0.05               | 3.6127647              | —             | 86.12 °     | 1.741 RJ |